# Делени (Хунедоара)
Делени (рум. Deleni) насеље је у Румунији у округу Хунедоара у општини Зам. Oпштина се налази на надморској висини од 609 m.

## Становништво
Према подацима из 2002. године у насељу је живело 14 становника, од којих су сви румунске националности.